# Har Nof
Har Nof (en hebreo: הר נוף‎, lit. 'Monte escénico') es un barrio ubicado en Jerusalén, la capital de Israel. Está situado en la pendiente de una colina el límite occidental de Jerusalén. Har Nof tiene una población de alrededor de 20 000 habitantes, principalmente judíos ortodoxos.

## Historia
En la época del Talmud de Babilonia, Har Nof era un asentamiento agrícola que abastecía a Jerusalén. Los restos de antiguas prensas de vino, granjas y terrazas construidas hace 1.500 años han sido desenterrados en las afueras de Har Nof. Las primeras casas en el moderno Har Nof se construyeron a principios de la década de 1980. En 1984, el Rebe de Bostoner, el Gran Rabino Levi Itzjak Horowitz, decidió establecer un centro en Har Nof en Jerusalén, que fue fundamental para la construcción de la comunidad ortodoxa del vecindario.

## Geografía
Har Nof es un barrio construido con terrazas ubicadas en las laderas de una montaña que se encuentra a 813 metros (2.667 pies) sobre el nivel del mar. Debido a la topografía del terreno, algunas calles están conectadas por largos tramos de escaleras. Al pie de Har Nof se encuentra el Bosque de Jerusalén que cuenta con una superficie de 1.200 dunams, plantado en la década de 1950 como un pulmón verde alrededor de la ciudad.

## Demografía
La mayoría de los residentes de Har Nof son judíos ortodoxos, tanto ultraortodoxos como sionistas religiosos. Muchos residentes son olim jadashim. El vecindario tiene una gran comunidad de nuevos inmigrantes de habla inglesa y cuenta con notables comunidades de habla francesa y española. También hay comunidades de judíos jasídicos de Guer y jasidim de Vizhnitz, así como muchos judíos sefardíes y mizrajim. El ex-rabino en jefe sefardí y líder del partido político Shas, el Rabino Ovadia Yosef, vivía en el barrio de Har Nof.

## Transporte
El barrio está conectado con el centro de la ciudad por las calles Kanfei Nesharim y Beit Hadfus, y cuenta con varias líneas de autobuses que ofrecen transporte público.

## Economía
Har Nof recientemente ha tenido un aumento en el número de empresas financieras que abren sus oficinas en el área. Har Nof ha sido descrito como un centro financiero ubicado en la ciudad de Jerusalén.

## Activismo comunal
Los residentes de Har Nof fundaron una asociación de protección ambiental sin ánimo de lucro para frustrar la construcción de unos rascacielos de lujo que bloquearían la vista del Bosque de Jerusalén. La atención médica de emergencia en Har Nof es proporcionada por un grupo de voluntarios llamado Hachovesh.